# Alex Chola
Alexander Chola, noto come Alex (Lubumbashi, 2 giugno 1956 – Oceano Atlantico, 27 aprile 1993), è stato un calciatore e allenatore di calcio congolese (Repubblica Democratica del Congo) naturalizzato zambiano.

## Carriera

### Club
Giocò tutta la carriera nel campionato zambiano.

### Nazionale
Partecipò alle Olimpiadi del 1980.

## Morte
Perì, da vice-allenatore della Nazionale, il 27 aprile 1993, coinvolto nel celebre disastro aereo dello Zambia.